# OK Supreme
OK Supreme is een historisch Brits motorfietsmerk dat ook onder de namen H&D, OK en Humphries & Dawes bekend was.
De bedrijfsnaam was Humphries & Dawes Ltd., later OK Supreme Motors Ltd., Birmingham.
De Firma Humphries & Dawes was al in 1882 opgericht en produceerde fietsonderdelen en later complete fietsen. De eerste OK-motorfietsen uit 1899 hadden De Dion- en Minerva-motoren. In die tijd (tot 1906) werd als merknaam nog H&D en Humphries & Dawes gebruikt, daarna werd het OK. 
Vanaf 1911 werd het merk snel populair door de toepassing van Precision-motoren van 350, 500 en 600 cc. Latere modellen kregen blokken van Green, ABC, NSU, Villiers, Bradshaw, Blackburne of eigen motoren. 
Vanaf 1927, toen de partners Humphries en Dawes uit elkaar gingen, noemde Ernest Humphries de firma OK Supreme, terwijl Dawes het bedrijf Dawes Cycle Ltd. begon. 
In de jaren dertig werden er uitsluitend viertakten gebouwd, met blokken van JAP en Matchless. Tijdens de Tweede Wereldoorlog ging OK Supreme oorlogsmateriaal maken. 
Na de oorlog nam de zoon van Humphries, John, de zaak over, maar hij richtte zich eerst op 350cc-grasbaanmachines. Hij verongelukte in 1946. Zijn vader, die intussen bijna 90 jaar was, wilde het bedrijf wel weer gaan leiden, maar ook hij verongelukte kort na zijn zoon en daardoor verdween het merk OK Supreme van het toneel. 
- Zie ook Vincent-HRD en Majestic (Birmingham).

## Spot- en bijnamen
OK Supreme 250 uit 1932: Lighthouse (vuurtoren), afgeleid van het kijkglas op het huis van de nokkenasaandrijving.